# Трамвай Хакодате
Трамвай Хакодате (яп. 函館市企業局交通部) — трамвайна мережа у місті Хакодате, префектура Хокайдо, Японія.

## Історія
Перший трамвай на кінній тязі з'явився на вулицях міста в 1897 році, електрифікація мережі була здійснена в 1913 році. На своєму піку мережа складалася з 6 маршрутів загальною довжиною 17,9 км, але через зменшення пасажиропотоку більша частина з яких була закрита наприкінці 1970-х та на початку 1990-х років.

## Система
На початку 2019 року місто обслуговують два маршрути № 2 та № 5, які спільно використовують більшу частину мережі. Загальна довжина системи 10,9 км з 26 зупинками. Інтервал руху на кожному маршруті становить 10 хвилин, відповідно на спільній дільниці інтервал вдвічі менший.

### Рухомий склад
В 2018 році систему обслуговували 32 пасажирських трамваї дев'яти різних серій, розміщених в єдиному у місті трамвайному депо. Доповнюють рухомий склад 5 спеціальних вагонів, серед яких 2 снігоприбиральних трамваї та 3 екскурсійних.

## Галерея

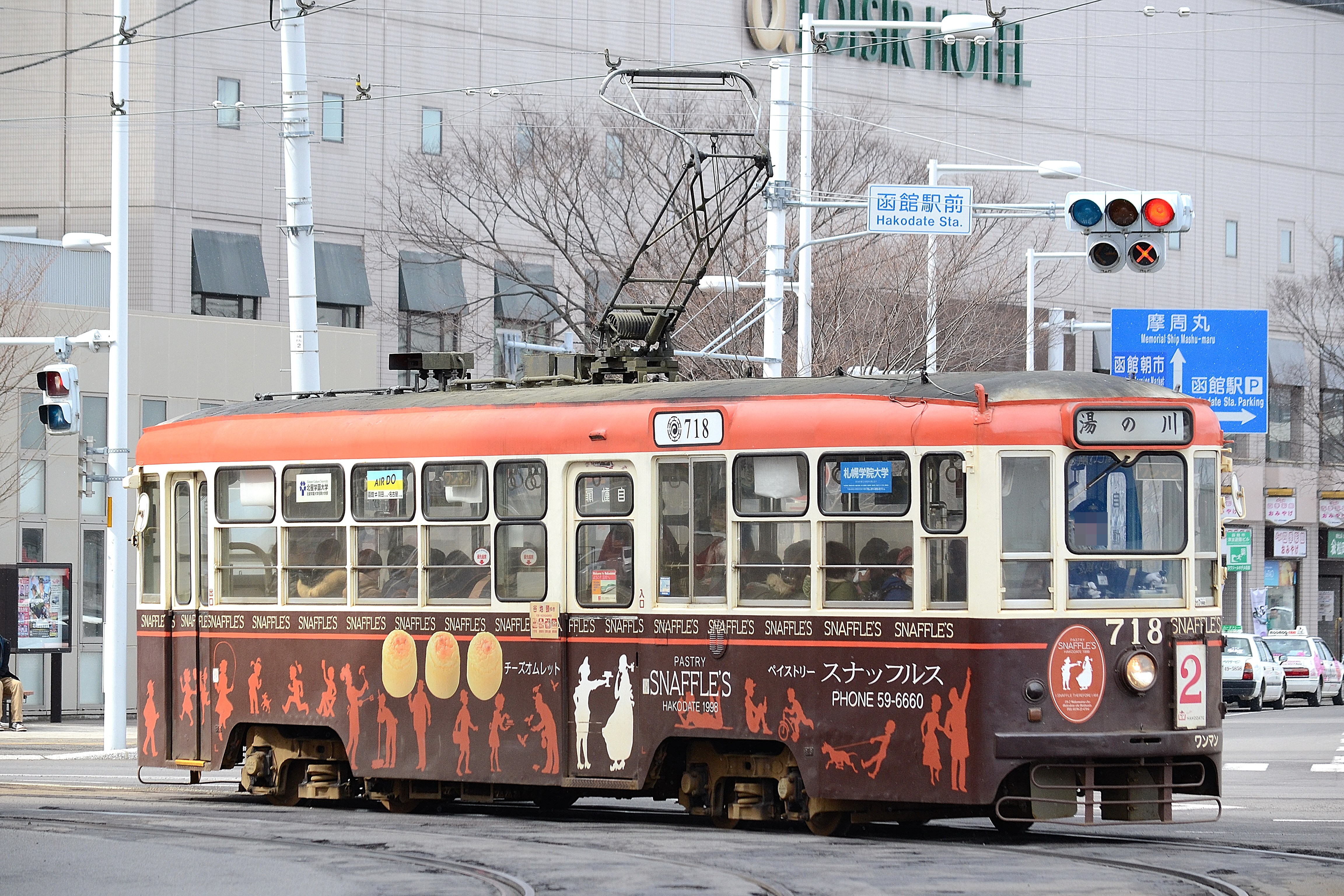
Трамвай серії 718
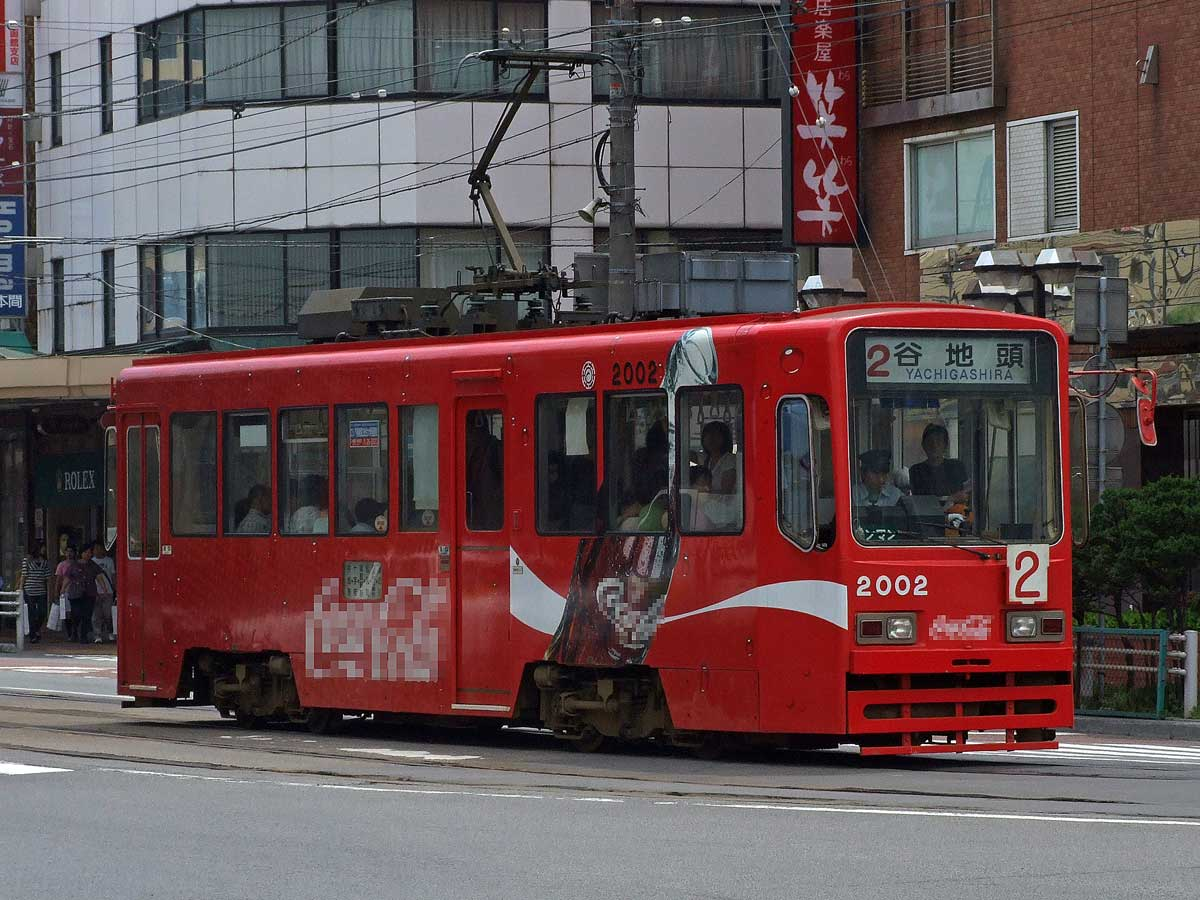
Трамвай серії 2002
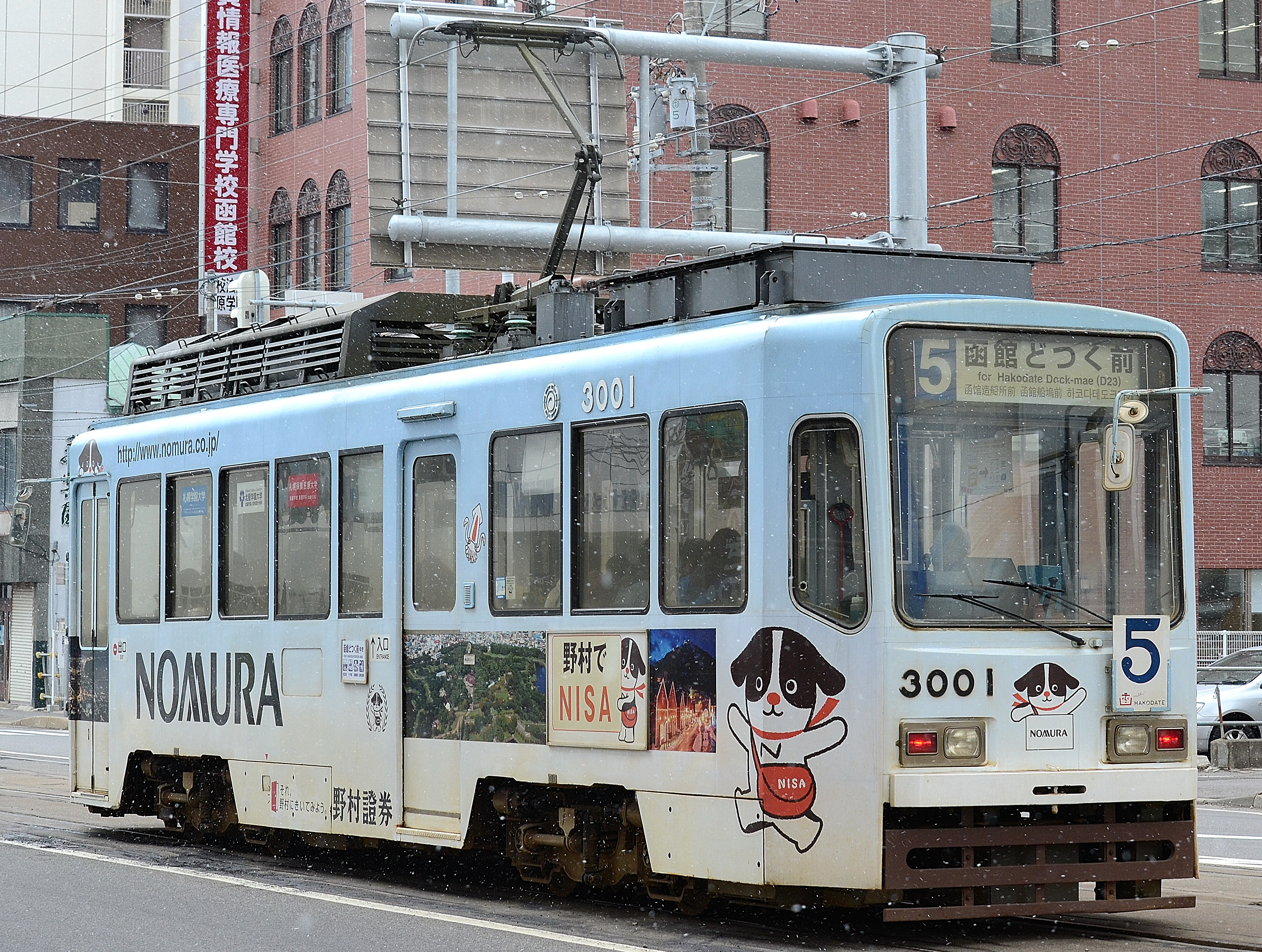
Трамвай серії 3001